# Middelalderforskning
Middelalderforskning er det akademiske tværfaglige studie af tidsepoken middelalderen. En historiker, der studerer middelalder, kaldes en middelalderforsker.

## Institutionel udvikling
Udtrykket "middelalderforskning" blev indledende taget i brug af akademikere i de første årtier af det 20. århundrede, bl.a. i titlerne på bøger som G. G. Coulton's Ten Medieval Studies (1906), for at understrege en mere tværfaglig tilgang til et historisk emne. Et vigtigt skridt i institutionaliseringen af dette område var dannelsen af Mediaeval Academy of America (nu kaldet "Medieval") i 1925.
På amerikanske og europæiske universiteter gav begrebet middelalderforskning en sammenhængende identitet til centre sammensat af akademikere fra en række forskellige discipliner, herunder arkæologi, kunsthistorie, arkitektur, historie, litteratur og lingvistik. The Institute of Mediaeval Studies på St. Michael's College blev det første center af denne type i 1929. Det hedder nu Pontifical Institute of Mediaeval Studies (PIMS) og er en del af University of Toronto. Det blev snart efterfulgt af Medieval Institute grundlagt i 1946 på University of Notre Dame i den amerikanske delstat Indiana, men hvis rødder går tilbage til etableringen af Program of Medieval Studies i 1933. Som med mange projekter fra romersk-katolske institutioner, genoplivede man hermed den middelalderlige skolastiske filosofi, skabt af forskere som Étienne Gilson og Jacques Maritain der begge regelmæssigt besøgte universitetet i 1930'erne og 1940'erne.
Forud for disse institutioner blev der i Storbritannien i 1927 etableret et institut ved navn Department of Anglo-Saxon, Norse and Celtic, på University of Cambridge. På trods af at angelsaksere, nordboere og keltere oprindeligt holdt til på et geografisk afgrænset område (De Britiske Øer samt Skandinavien og tidsmæssigt i den tidlige middelalder), var disse kulturer med til at fremme middelalderforskningens tværfaglighed, og mange af dens kandidater bidrog senere til nye middelalderforskningsprogrammer andre steder i Storbritannien. På samme tid som de første nordamerikanske institutioner for middelalderforskning blev grundlagt, gennemgik Storbritannien en lignende udvikling inden for videnskabelige organisationer, eksempelvis kreeringen af Oxford Society for the Study of Medieval Languages and Literature (1932) og dets udløber Manchester Medieval Society (1933).
Med universitetsudvidelsen i slutningen af 1960'erne og begyndelsen af 1970'erne, der pegede i retning af et tværfagligt samarbejde, etableredes nye forskningscentre i England ved University of Reading (1965), ved University of Leeds (1967) og ved University of York (1968), mens amerikanerne fik grundlagt Fordham University (1971).
I 1990'erne var der en ny bølge af middelalderforskning, delvist skabt gennem processen ved at omfavne postmodernistisk tænkning og den tilhørende fremkomst af nymiddelalderisme i populærkulturen. Dette omfattede centre på King's College London (1988), the University of Bristol (1994), på University of Sydney (1997) samt Bangor University (2005), og omfattede ligeledes sammenlægningen af afdelingerne for middelalderhistorie, middelalderlige sprog og litteratur på British Academy, der hermed førte til en selvstændig afdeling for middelalderforskning.
Middelalderuddannelser understøttes af en række årlige internationale konferencer, der er mødested for tusindvis af professionelle middelalderforskere, bl.a. International Congress on Medieval Studies på Kalamazoo i Michigan (USA) og International Medieval Congress på University of Leeds. Der findes en række tidsskrifter med middelalderforskning som hovedtema, herunder: Speculum (skabt på Medieval Academy of America fra 1925 med domicil i Cambridge, USA), Medium Ævum (tidsskrift fra Society for the Study of Medieval Languages and Literature, 1932), Mediaeval Studies (fra Pontifical Institute of Medieval Studies, grundlagt i 1939), Mediaevalia, Comitatus, Viator, Traditio, Medieval Worlds samt Journal of Medieval History.
En anden netværksdel på området er International Medieval Bibliography.

## Historiografisk udvikling
Udtrykket "middelalder" begyndte først at blive almindeligt i engelsksproget historieskrivning i begyndelsen af det nittende århundrede. Henry Hallam's  View of the State of Europe during the Middle Ages fra 1818 er blevet set som et afgørende punkt i promoveringen af udtrykket, sammen med Ruskin's 1853 Lectures on Architecture. Udtrykket middelalderlig blev tilsvarende opfundet af engelsktalende forskere i midten af det 19. århundrede.
Begrebet "middelalder" blev først udviklet af renæssancehumanister som en kontrast til definitionen af deres egen æra som ny og anderledes, hvad enten det var en fornyelse af den klassiske oldtid (renæssancen) eller af moderniteten. Dette gav i særdeleshed det nittende århundredes romantiske forskere, den intellektuelle frihed til at definere middelalderen som en anti-modernistisk utopi – hvad enten definitionen gik på en mere konservativ, religiøs og hierarkisk fortid eller en mere egalitær, smuk og uskyldig fortid.
Europæiske studier af middelalderen var i det 19. og begyndelsen af det 20. århundrede præget af nationalromantiske strømninger, idet de fremspirende nationalstater forsøgte at legitimere nye politiske formationer ved at hævde, at de havde rødder i en fjern fortid. Det vigtigste eksempel på denne brug af middelalderen var den nationsidealisering, som Tysklands samling i 1871 var omgærdet af. Fortællingerne, der præsenterede Europas nationer som højtudviklede ved at bygge videre på (men også videreudvikle sig ud over) deres middelalderlige arv, var ligeledes vigtige facetter, der understøttede retfærdiggørelsen af europæisk kolonialisme og imperialisme under en nyimperialistisk æra. Amerikanske middelalderforskere brugte desuden disse begreber til at retfærdiggøre USA's historiske ekspansion mod vest på tværs af Nordamerika. Disse kolonialistiske og imperialistiske forbindelser betød, at middelalderstudier i det 19. og 20. århundrede spillede en rolle i forekomsten af begrebet hvidt overherredømme.
Men i begyndelsen af det 20. århundrede fandt en stigende professionalisering af middelalderforskningen ligeledes sted. I denne sammenhæng var forskerne tilbøjelige til at modsætte sig ideen om, at middelalderen var markant forskellig fra moderniteten. I stedet argumenterede de for (gennem den såkaldte kontinuitetstese), at fæmomener der traditionelt forbindes med modernitet i vestlig historieskrivning eksempelvis nationalisme, fremkomsten af stater, kolonialisme, videnskabelig tænkning, dyrkelsen af kunst for dens egen skyld eller folks opfattelse af sig selv som individer, alle havde en forhistorie, der strakte sig tilbage til middelalderen, og at forståelsen af denne forhistorie var vigtig for at forstå deres karakterer og ageren i det tyvende århundrede. Det tyvende århundredes middelalderforskning blev påvirket af metoder forbundet med fremkomsten af samfundsvidenskabelige discipliner som økonomisk historie og antropologi, indbegrebet af den indflydelsesrige Annales-skole. I stedet for dét, som dens tilhængere kaldte histoire événementielle (begivenhedshistorie), fokuserede den moderne middelalderforskning på mere overordnede emner over de såkaldte længere perioder.
I kølvandet på 2. verdenskrig blev middelalderens hidtidige rolle i europæisk nationalisme stærkt formindsket, på grund af manglende entusiasme for middelalderforskning på akademiet – selvom nationalistiske udbredelser af middelalderen fortsat eksisterede politisk og forblev magtfulde. Andelen af middelalderforskere på historie- og sprogafdelingerne faldt, hvilket fik akademipersonalet til at samarbejde på tværs af forskellige afdelinger. Den statslige finansiering af - og universitetsstøtte til - arkæologi udvidedes, hvilket gav nye forskningsresultater, nye metoder, disciplinære perspektiver og bragte nye forskningsspørgsmål frem, mens fokusset på tværfaglighed voksede. Som følge heraf vendte middelalderforskningen sig i stigende grad væk fra at producere separate nationale historier for til gengæld at fokusere på komplekse mosaikker af regionale tilgange i samspil med efterkrigstidens stigende europæisering. Et højdepunktet fra denne proces var det store European Science Foundation-projekt Transformation of the Roman World, der fandt sted i perioden 1993-1997.
Midt i denne proces blev middelalderforskning fra 1980'erne og fremefter i stigende grad styret af intellektuelle dagsordener sat af postmodernistisk kritisk sociologi og kulturstudier, i hvilke empirisme og filologi blev drejet i en anden retning og brugt til forskning i kroppens historie. Denne bevægelse havde en tendens til at udfordre den progressivistiske beretning om middelalderen som værende et led i menneskets sociale udvikling (der i sidste ende førte til modernitetstanken), og i stedet betragtede man middelalderen som værende radikalt anderledes end nutiden. Bevægelsens erkendelse af, at forskeres synspunkter er formet af deres egen tid, førte til, at studiet af middelalderen – den postmiddelalderlige brug og misbrug af middelalderen – blev en integreret del af middelalderforskningen.
I det 21. århundrede førte globaliseringen til diskussioner om, hvorvidt efterkrigstidens europæisering havde trukket en for snæver geografisk grænse for middelalderstudier, ved hovedsageligt at fokusere på Europa (især Vesteuropa), med det muslimske Iberia i syd og den ortodoks-kristne kirke i øst som grænseområder. Således er en række middelalderforskere begyndt at arbejde på afhandlinger om en mere global middelalderhistorie – mens de forsøger at undgå en påvirkning af eurocentriske terminologier og deraf følgende dagsordener for hele verden. I 2020 blev denne bevægelse karakteriseret som et 'globalt paradigmeskift' i middelalderforskning. Tilsvarende ændrede det californiske universitet UCLA Center for Medieval and Renaissance Studies (grundlagt i 1963) navn til UCLA Center for Early Global Studies i 2021.

## Links
Mange "centre for middelalderstudier" udgør som oftest en mindre del af et universitet eller tilhører en anden forsknings- og undervisningsafdeling. Følgende universiteter (blandt flere) tilbyder middelalderforskning som akademisk disciplin:
- Centre for the Viking Age and the Middle Ages, Danmark, på Aarhus Universitet (hjemmesiden)
- Center for Middelalder- og Renæssancestudier, Danmark på Syddansk Universitet ((hjemmeside)
- Centre for Medieval Studies, Bangor, Wales, Storbritannien, på Bangor University (hjemmesiden Arkiveret 3. september 2014 hos  Wayback Machine)
- Centre for Medieval Studies, Bergen, Norge, på Universitetet i Bergen (hjemmesiden)
- Centre for Medieval Studies, Bristol, Storbritannien, på University of Bristol (hjemmesiden Arkiveret 3. september 2014 hos  Wayback Machine)
- Department of Medieval Studies, CEU på Central European University (Wien og Budapest) (hjemmesiden)
- Centre for Medieval Studies, Exeter, Storbritannien, på University of Exeter (hjemmesiden)
- Center for Medieval Studies, Fordham, New York, USA, på Fordham University (hjemmesiden)
- Center for Medieval Studies, Freiburg, Tyskland, på Freiburg Universitet (hjemmesiden)
- Center for Late Antique and Medieval Studies (CLAMS), på King's College London, Storbritannien, (hjemmesiden Arkiveret 3. september 2014 hos  Wayback Machine)
- Institute for Medieval Studies, Leeds, Storbritannien, på University of Leeds (hjemmesiden)
- Liverpool Centre for Medieval and Renaissance Studies på University of Liverpool, Storbritannien, (hjemmesiden Arkiveret 6. oktober 2011 hos  Wayback Machine)
- CMRS Center for Early Global Studies, på University of California, Los Angeles, USA (hjemmesiden)
- Centre d'Études médiévales de Montpellier eller Center for Medieval Studies på Université de Montpellier, Frankrig (hjemmesiden)
- Center for Medieval Studies, Minnesota på University of Minnesota, USA (hjemmesiden)
- Notre Dame College of Arts and Letters, Notre Dame på University of Notre Dame, Indiana, USA (hjemmesiden)
- The Laboratoire de médiévistique occidentale de Paris eller Paris Laboratory for Western Medieval Studies på Université Paris 1 Panthéon-Sorbonne, Frankrig (hjemmesiden)
- Center for Medieval Studies, Pennsylvania på Pennsylvania State University, USA (hjemmesiden)
- Centre d'études supérieures de civilisation mediévale eller Center of Advanced Studies in Medieval Civilization at the Université de Poitiers, Frankrig (hjemmesiden)
- Centre for Medieval Studies, Prague på Karlsuniversitetet i Prag og Czech Academy of Sciences, Tjekkiet (hjemmesiden)
- Graduate Centre for Medieval Studies, Reading på University of Reading, Storbritannien (hjemmesiden)
- Institute for Medieval Studies på Universidade Nova de Lisboa, Lissabon, Portugal (hjemmesiden)
- Institut für Realienkunde des Mittelalters und der frühen Neuzeit på Universität Salzburg, Salzburg, Østrig (hjemmesiden)
- The Centre for Medieval and Renaissance Culture på University of Southampton, Storbritannien (hjemmesiden)
- Centre for Medieval Studies, Sydney på University of Sydney, Australien (hjemmesiden)
- Centre for Medieval Studies, Toronto på University of Toronto, Canada (hjemmesiden)
- Pontifical Institute of Mediaeval Studies på University of Toronto, Canada (hjemmesiden)
- Utrecht Centre for Medieval Studies på Universiteit Utrecht, Holland (hjemmesiden)
- Centre for Medieval Studies, York på University of York, Storbritannien (hjemmesiden)
- Medieval Institute på Western Michigan University, USA (hjemmesiden)
- Center for Medieval and Byzantine Studies på The Catholic University of America, Washington D.C., USA (hjemmesiden)
- Centre d'études médiévales, Montréal på Université de Montréal, Canada (hjemmesiden)
- Medieval History Research Centre på Trinity College, Dublin, Irland (hjemmesiden)
- Turku Centre for Medieval and Early Modern Studies på Turku Universitet, Finland (hjemmesiden Arkiveret 26. oktober 2018 hos  Wayback Machine)
- Centre for Medieval Studies, Tallinn at Tallinn Universitet, Estland (hjemmesiden)
- Center for Medieval Studies, Bukarest på Bukarest Universitet, Rumænien (hjemmesiden)
- The Centre for Medieval Studies, Ivano-Frankivsk på Prekarpaternes Nationale Universitet, Ukraine (hjemmesiden)